# Еппінг (Північна Дакота)
Еппінг (англ. Epping) — місто (англ. city) в США, в окрузі Вільямс штату Північна Дакота. Населення — 84 особи (2020).

## Географія
Еппінг розташований за координатами 48°16′54″ пн. ш. 103°21′28″ зх. д. / 48.28167° пн. ш. 103.35778° зх. д. (48.281621, -103.357646).  За даними Бюро перепису населення США в 2010 році місто мало площу 0,99 км², уся площа — суходіл.

## Демографія
Згідно з переписом 2010 року, у місті мешкало 100 осіб у 37 домогосподарствах у складі 27 родин. Густота населення становила 101 особа/км².  Було 40 помешкань (40/км²).
Расовий склад населення:
| - 81,0 % — білих - 11,0 % — корінних американців - 5,0 % — азіатів |

До двох чи більше рас належало 3,0 %. Частка іспаномовних становила 0,0 % від усіх жителів.
За віковим діапазоном населення розподілялося таким чином: 31,0 % — особи молодші 18 років, 57,0 % — особи у віці 18—64 років, 12,0 % — особи у віці 65 років та старші. Медіана віку мешканця становила 39,5 року. На 100 осіб жіночої статі у місті припадало 96,1 чоловіків;  на 100 жінок у віці від 18 років та старших — 109,1 чоловіків також старших 18 років.
За межею бідності перебувало 6,2 % осіб, у тому числі 0,0 % дітей у віці до 18 років та 0,0 % осіб у віці 65 років та старших.
Цивільне працевлаштоване населення становило 36 осіб. Основні галузі зайнятості: сільське господарство, лісництво, риболовля — 58,3 %, будівництво — 22,2 %, транспорт — 5,6 %, освіта, охорона здоров'я та соціальна допомога — 5,6 %.